# João Joaquim da Cunha Rego Barros
João Joaquim da Cunha Rego Barros, segundo barão de Goiana, (Pernambuco, 1796 — Pernambuco, 28 de novembro de 1874) foi um proprietário rural e político brasileiro
.
Filho de Joaquim José da Cunha do Rego Barros e Rita Maria de Jesus Coutinho, foi casado com Manuela de Castro Caldas.
Era coronel da Guarda Nacional em Pernambuco, vereador da Câmara Municipal, oficial de milícias e comandante superior da Guarda Nacional.
Em 6 de julho de 1870, por decreto imperial, foi agraciado com o título de barão. Era também dignitário da Imperial Ordem da Rosa (1859) e comendador da Imperial Ordem de Cristo.